# Janar Toomet
Janar Toomet (ur. 10 sierpnia 1989 w Tallinnie) – estoński piłkarz, pomocnik. Reprezentant Estonii.
W reprezentacji Estonii zadebiutował 20 listopada 2016 w zremisowanym 1:1 meczu towarzyskim z Saint Kitts i Nevis.